# Ängesholmen, Sibbo
Ängesholmen är en ö i Finland. Den ligger i Finska viken och i kommunen Sibbo i den ekonomiska regionen  Helsingfors i landskapet Nyland, i den södra delen av landet. Ön ligger omkring 22 kilometer öster om Helsingfors.
Öns area är 6,1 hektar och dess största längd är 410 meter i sydöst-nordvästlig riktning.